# Томан, Эдуард Янович
Эдуа́рд Я́нович То́ман (25 мая 1960 года, Харьков, УССР, СССР) — эстонский актёр, режиссёр и певец.

## Биография
В 1983 году окончил Щукинское театральное училище в Москве. Учился на одном курсе с Галиной Беляевой, Александрой Захаровой, Александром Михайловым  и Еленой Скороходовой.
В 1983—1993 и 2005—2011 годах был актёром Русского театра Эстонии; в 1993—2005 годах был его художественным руководителем. Помимо театральных ролей он также снимался в фильмах и телесериалах.
С 9 октября 2017 года Эдуард Томан работает директором ЦРК, с ноября 2017 по апрель 2019 года он также был председателем Союза Русских просветительных и благотворительных обществ в Эстонии.
Написал музыку к нескольким театральным постановкам, участвовал в музыкальных передачах и записях литературных передач на радио.

## Театральные работы
- «Палата № 6» А. П. Чехов — Рагин
- «Большой человек в маленьком городе» — От автора
- «Горе от ума» А. С. Грибоедов  — Фамусов
- «Иванов» А. П. Чехов — Николай Алексеевич Иванов
- «Три сестры» А. П. Чехов — Андрей Сергеевич Прозоров
- «Идиот» Ф. М. Достоевский — Парфён Семёнович Рогожин
- «Дон Жуан»  Ж.-Б. Мольер — Сганарель
- «Примадонны» К. Людвиг — Дункан
- Старомодная комедия» А. Н. Арбузов — Родион Николаевич Семёнов

Как режиссёр поставил более 20 спектаклей, в числе которых:
- «Дама с собачкой» А. П. Чехова
- «Крокодил» Ф. М. Достоевского
- «Бешеные деньги» А. Н. Островского
- «Любовь и золото» («Скупой») Ж.-Б. Мольера
- «Провинциалка» И. С. Тургенева
- «Трактир “Мирандолина”» по пьесе К. Гольдони «Трактирщица»
- «Большой человек в маленьком городе» / Темы и вариации С. Довлатова
- «Смешные деньги» Р. Куни

## Фильмография

### Роли в кино
- 2020 — Жар-птица | Firebird (Великобритания, Эстония), эпизод
- 2018 — Зелёные коты | Green cats | Rohelised kassid (Россия, Эстония), Нильс
- 2010 — Красная ртуть | Red Quicksilver | Punane elavhõbe (Россия, Эстония), муж певицы
- 2008—2009 — Эстонцы и Русские | Eestlane ja venelane (Эстония), Миша
- 2008 — Земля ветров | Tuulepealne maa (Эстония), лейтенант Воронцов
- 2006—2010 — Келк-ищейка | Kelgukoerad (Эстония), Алекс
- 2006 — Агония волка | Hundi agoonia (Эстония, короткометражный), русский дипломат
- 2005 — Идиот | Idioot (Эстония, фильм-спектакль), Рогожин
- 2004 — Было то, что было | Oli mis Oli (Эстония), Дмитрий Кленский
- 1997 — Республика | Waba Riik (Эстония), эпизод
- 1997 — Все мои Ленины | Minu Leninid (Россия, Эстония, Дания, Финляндия), И. В. Сталин / офицер с переднего края
- 1994 — Огненная вода | Firewater | Tulivesi (Эстония), Эйнар
- 1993—1994 — Сальмоны | Salmonid (Эстония)
- 1989 — Визит дамы, эпизод
- 1982 — По законам военного времени, немец

### Озвучивание
- 2010 — Диско и атомная война | Disko ja tuumasoda (Эстония), рассказчик

### Участие в фильмах
- 2009 — Нежный потрошитель. Урмас Отт (документальный)

## Дискография
- 2009 «А нам всё равно: Классика русской киномузыки» («А нам всё равно: классика русской киномузыки») — исполнитель
- 2010 «Гена и другие: песни из русских мультиков» («Гена и другие: песни из русских мультфильмов») — исполнитель

## Награды
- 2002 —  Орден Белой Звезды V степени[5]

## Личная жизнь
Эдуард Томан более 30 лет был женат на театральной художнице Марианне Куурме. В 2016 году у Эдуарда Томана родилась дочь от новой спутницы жизни.